# Digital Copy
Die Digital Copy (englisch für ‚digitale Kopie‘) stellt einen Begriff aus dem Bereich der Filmwirtschaft dar.
Das unter diesem Begriff gemeinte Feature bei DVDs und Blu-ray Discs lässt eine legale Kopie auf einem PC und einen Portable Media Player zu. 
Ähnlich wie bei einem DVD-Rip wird hierbei der Inhalt auf das Abspielgerät übertragen und das Medium muss so nicht mitgeführt werden. Der Unterschied besteht darin, dass hier die Datei mit Digital Rights Management versehen wird und so nicht beliebig weitergegeben werden kann. Darüber hinaus enthält jede Disc einen Code, der ein einziges Überspielen in die Programmbibliothek jeweils eines PCs und eines Medienspielers zulassen soll. Das Angebot beschränkte sich auf die Software iTunes von Apple und den Windows Media Player von Microsoft, bis 20th Century Fox im Oktober 2011 bei einigen Titeln auch die Unterstützung von Googles Android-Plattform einführte (wobei das Gerät zum Abspielzeitpunkt nicht gerootet sein darf). In Deutschland wird Digital Copy allerdings von iTunes nur bei ausgewählten Medien  unterstützt.
Damit man die Digital Copy benutzen kann, muss man sich zuvor bei einer Plattform anmelden und den Code eintippen, damit die digitale Version abgespielt werden kann. Die Digital Copy hat sich mit der Zeit so verbessert, dass man meistens über Flixster mit einer Internetverbindung die Inhalte abspielen kann, egal welches Betriebssystem der Rechner besitzt. Dazu wird alles noch einmal als Download bereitgestellt, was jedoch meistens sehr viel Speicherplatz einnimmt. Auf diese Art und Weise kann man mit der passenden App seine Filme also auch auf dem Tablet und dem Smartphone mit Android ansehen. Mit der Zeit kam die Variante mit UltraViolet dazu. Viele Filme, die man auf Blu-ray mit Digital Copy kauft, kann man dann auch im Internet in HD-Qualität sehen. 
Bisher war es mit einer Vielzahl von Programmen möglich, Musik-CDs auf Endgeräte zu übertragen. Dies ist ein Schritt auf den Benutzer zu, um ihm dies auch im Bereich der Filme wieder zu ermöglichen. Hierbei kann der Nutzer auch meist in der Auflösung unterscheiden, um die Dateigröße und Qualität für das Endgerät zu optimieren.
Folgende Anbieter haben Medien mit Digital Copy im Angebot:
- The Walt Disney Company
- 20th Century Fox
- Lions Gate Entertainment
- Paramount
- Warner Bros.
- Universal Studios